# Кулеев, Бернияз
Бернияз Кулеев (1899, Буртинская волость Актюбинского уезда Тургайской области, позже Буртинский район Оренбургской области, Россия — 6.2.1923, Казань) — казахский акын. Учился в учительской семинарии Оренбурга (1917—1918). С 1920 года был представителем книгоиздания Комнарпроса КазАССР в Казани. Стихи писал с юных лет. В сочинении «Қыздың мінажаты» (1914), «Қызықты жаз» (1916), «Қазақ қызы» (1916), «Түн» (1917), «Бостандық күнінде» (1917), «Әйелдер сөзі» (1917) и других воспевал любовь, дружбу, свободу. Социальная проблемы казахского народа ставятся в поэмах «Жердің жүзі жаз еді» (1919), «Қайда екен» (1922), «Жорық» (1922). Кулеев — акын-лирик. В «Зарлық», «Жырла да зырла, көңілім» и других стихах преобладает мотив гражданственности. Кулеев перевел на казахский язык произведения А. С. Пушкина, И. С. Никитина и др. Избранные сочинения Кулеева вышли под названиями «Айтшы, ақ қайың» (1969, 2000).
Сочинения: 20 ғасырдың бас кезіндегі қазақ әдебиеті, А., 1994.